# Zygophyllum
- Commons
- Wikispecies

Zygophyllum é um género botânico pertencente à família Zygophyllaceae.

## Espécies
- Zygophyllum album L.
- Zygophyllum cornutum Coss.
- Zygophyllum dumosum Boiss.
- Zygophyllum eurypterum Boiss. & Buhse
- Zygophyllum fabago L.
- Zygophyllum fontanesii Webb & Berthelot
- Zygophyllum gaetulum Emb. et Maire
- Zygophyllum geslini Coss.
- Zygophyllum giessii Merxm. A.Schreib.
- Zygophyllum gilfillanii N.E.Br.
- Zygophyllum howittii F. Muell.
- Zygophyllum potaninii Maxim.
- Zygophyllum simile H.Eichler
- Zygophyllum simplex L.
- Zygophyllum stapfii Dollar Bush
- Zygophyllum waterlotii Maire
- Zygophyllum xanthoxylum (Bunge) Engl.
- Lista completa

## Portugal
Em Portugal ocorre apenas uma espécie deste género, Zygophyllum fontanesii Webb & Berthel., nomeadamente na Madeira, de onde é nativa.

## Classificação do gênero
| Sistema | Classificação                     | Referência               |
| ------- | --------------------------------- | ------------------------ |
| Linné   | Classe Decandria, ordem Monogynia | Species plantarum (1753) |